# Louis-Paul Abeille
Louis-Paul Abeille (Tolosa, 2 giugno 1719 – Parigi, 28 luglio 1807) è stato un economista francese.
Ispettore generale delle manifatture e del commercio dal 1765, nel 1769 divenne segretario al commercio fino al 1783, quando venne rimpiazzato da Jean-Louis Abeille. Teorizzò la libertà di commercio del grano.

## Opere
- (FR)  L'Amour et Psyché (attribuito), libretto d'opera (1758)
- (FR)  Lettre d'un négociant sur la nature du commerce des grains (1763)
- (FR)  Réflexions sur la police des grains en France et en Angleterre (1764)
- (FR)  Principes sur la liberté du commerce des grains (1768)
- (FR)  Observations de la société d'agriculture de Paris sur l'uniformité des poids et mesures (1790)